# Waleri Konstantinowitsch Lwow
Waleri Konstantinowitsch Lwow (russisch Валерий Константинович Львов; englisch Valery Lvov; * 20. Februar 1953 in Tscheboksary, Tschuwaschische ASSR, Russische SFSR, Sowjetunion; † 24. Mai 2025) war ein sowjetischer Amateurboxer, Vize-Europameister im Leichtgewicht 1975 und Weltmeister im Halbweltergewicht 1978.

## Erfolge
Lwow gewann 1972 die Junioren-Europameisterschaften im Federgewicht. 1973 und 1975 gewann er die internationalen Polizeimeisterschaften in der Tschechoslowakei und der Sowjetunion. Zudem ist er Sowjetischer Meister von 1975 und 1978 sowie Spartakiadesieger 1975.
Bei den Europameisterschaften 1975 in Polen unterlag er erst im Finale gegen Simion Cuțov und gewann somit die Silbermedaille. Den größten Erfolg feierte er bei den Weltmeisterschaften 1978 in Belgrad, als er unter anderem Andrés Aldama und Mehmet Bogujevci besiegte und damit die Goldmedaille gewann.

## Tod
Lwow starb am 24. Mai 2025 im Alter von 72 Jahren.